# Edoardo Clerici
Edoardo Clerici (Como, 14 aprile 1898 – 30 maggio 1975) è stato un avvocato e politico italiano.
È stato deputato all'Assemblea Costituente, e deputato alla Camera nella I legislatura.
Nell'ottobre 1942 fu tra i fondatori della Democrazia Cristiana.
È stato Sottosegretario di Stato al Commercio con l'Estero nel VI Governo De Gasperi.